# Dobříč (okres Plzeň-sever)
Dobříč je obec v okresu Plzeň-sever v Plzeňském kraji. Žije zde 420 obyvatel. K obci patří také ves Čivice. V samotné Dobříči žije okolo 330 obyvatel a její katastrální území zaujímá 311,95 ha. Obec je součástí Mikroregionu Dolní Střela.

## Historie
Dobříč je poprvé písemně připomínána v potvrzení majetku plaského kláštera papežem Inocencem IV. z roku 1250. Na počátku husitských válek v roce 1420 získali Dobříč spolu s dalšími vesnicemi a městečkem Kralovicemi od krále Zikmunda katoličtí páni bratři Hanuš a Bedřich z Kolovrat na Libštejně a Krašově a do majetku plaského kláštera se navrací až počátkem 16. století.

## Přírodní poměry
Dobříč sousedí na severu s Koryty, na jihovýchodě s Kaceřovem, na jihu s Jarovem a na západě s Oborou. Obcí protéká Dobříčský potok.

## Obyvatelstvo
| Rok            | 1869 | 1880 | 1890 | 1900 | 1910 | 1921 | 1930 | 1950 | 1961 | 1970 | 1980 | 1991 | 2001 | 2011 | 2021 |
| -------------- | ---- | ---- | ---- | ---- | ---- | ---- | ---- | ---- | ---- | ---- | ---- | ---- | ---- | ---- | ---- |
| Počet obyvatel | 560  | 598  | 554  | 546  | 600  | 606  | 535  | 487  | 520  | 489  | 445  | 417  | 390  | 382  | 422  |
| Počet domů     | 83   | 80   | 87   | 85   | 94   | 91   | 109  | 129  | 129  | 129  | 125  | 155  | 158  | 164  | 175  |

## Obecní správa
Při sčítání lidu v letech 1869–1880 Dobříč byl osadou obce Koryta v okrese Kralovice. Od roku 1890 je obcí v okrese Kralovice (1890–1930), poté v okrese Plasy (1950) a později v okrese Plzeň-sever.

### Části obce
- Dobříč
- Čivice

Od 1. ledna 1986 do 23. listopadu 1990 k obci patřily i Kaceřov a Koryta.

### Obecní symboly
Znak a vlajka byly obci uděleny rozhodnutím předsedy Poslanecké sněmovny Parlamentu České republiky dne 16. července 2014.